# Санти Дуангшванг
Санти Дуангшванг (Сак Лек, 10. јануар 1968 — Самутсонгкхрам, 4. новембар 2016), био је тајланђански певач.

## Биографија
Рођенa је 10. јануар 1968. године у Пхичит. У индустрију је ушао 1986. године, а прославио се 1988. музичким албумом Джyб Маи Ван. Преминуо је 4. новембар 2016. године од последица дијабетеса и отказивања бубрега у провинцији Самутсонгкхрам.

## Дискографија

### Музички албум
- Kiss no fun. (จูบไม่หวาน)
- Change oaths. (ถอนคำสาบาน)
- Poor singer. (ลูกทุ่งคนยาก)
- This love is serious. (รักนี้มีกรรม)
- The undisciplined girl. (นางลอย นางลืม)